# Дютей, Ив
Ив Дюте́й (фр. Yves Duteil; род. 24 июля 1949 года) — популярный французский певец и автор-исполнитель.

## Биография
Родился в семье коммерсанта и ювелира. С детства учился игре на фортепиано. В подростковом возрасте освоил гитару. В 1972 году вышел диск-миньон с синглом Virages, который спустя два года был включён в первый альбом певца L'écritoire. Альбом Tarentelle был продан только во Франции тиражом свыше 1 200 000 экземпляров, и был выпущен также в Советском Союзе фирмой Мелодия, но под другим названием, «Плод моего сада». В течение карьеры выпущено пятнадцать альбомов певца.

### Семья
Ив Дютей приходится племянником майору Альфреду Дрейфусу, которому посвятил песню Dreyfus из альбома Touché 1997 года. Певец признаёт особое влияние на своё творчество любимой жены, с которой состоит в браке более 40 лет. У них есть дочь Мартина и внук Туссен.

### Общественная деятельность
В течение 25 лет занимал пост мэра муниципалитета Преси-сюр-Марн, в департаменте Сена и Марна в Парижском регионе. В 2014 году из-за проблем со здоровьем оставил пост мэра. В январе 2018 года выпустил новый альбом Respect, высоко оцененный критиками. Возобновил концертную деятельность.

## Дискография
- 1972: «Virages» (сингл)
- 1974: L'écritoire
- 1976: J’attends
- 1977: Tarentelle
- 1978: En public au théâtre des Champs-Elysées
- 1979: Mélancolie (переименованный в J’ai la guitare)
- 1980: Yves Duteil chante pour les enfants
- 1981: Ça n’est pas ce qu’on fait qui compte
- 1982: L’Olympia
- 1982: Les saisons Grand-Père, disc-book
- 1983: La statue d’ivoire
- 1985: La langue de chez nous
- 1985: L’univers musical Jean Musy — instrumental
- 1987: Ton absence
- 1988: Côté scène — Olympia
- 1990: Blessures d’enfance
- 1991: En public — spectacle au Zénith
- 1992: Vos préférences , сборник
- 1992: La fleur de l’impossible — Alberville
- 1993: Ligne de vie
- 1994: Entre elles et moi — duos
- 1996: Pour les enfants , сборник
- 1997: Touché
- 1997: Correspondences, 4-CD сборник
- 2001: Sans attendre
- 2002: Yves Duteil chante les enfants
- 2003: Yves Duteil chante pour elle
- 2003: Yves Duteil par cœur
- 2004: Tous les droits des enfants
- 2004: Yves Duteil chante l’air des mots
- 2008: (fr)agiles
- 2010: Mes escales…, 2-CD сборник
- 2018: Respect